# Joseph Akongo
Joseph Akongo (* 27. November 1977 in Yaoundé) ist ein ehemaliger kamerunischer Fußballspieler. Im Jahr 2002 stand er für kurze Zeit beim uruguayischen Spitzenclub Peñarol Montevideo unter Vertrag.

## Sportliche Karriere
Akongos Verpflichtung bei Peñarol geht maßgeblich auf das persönliche Engagement des damaligen Vereinspräsidenten José Pedro Damiani zurück. Dieser hatte sich zum Ziel gesetzt, vermehrt afrikanische Talente zum Verein zu lotsen. Wie und wo genau der Kontakt zu Akongo zustande kam, ist bis heute unklar. Angeblich lebte er in der nordostfranzösischen Stadt Metz. Ebenso ungesichert ist, ob er überhaupt jemals zuvor in einem Verein Fußball gespielt hat. In einem Interview mit Radio Carve in Montevideo erklärte er später, durch Enzo Francescoli – den er während dessen Zeit in Marseille kennengelernt hatte – ein wenig über den uruguayischen Fußball gewusst zu haben.
Zum ersten Mal trat Akongo Anfang 2002 – während der Sommerpause der uruguayischen Liga – in Maldonado bei einem Freundschaftsspiel gegen eine Regionalauswahl in Erscheinung, als er drei Tore zum 5:1-Sieg Peñarols beisteuerte und die Hoffnungen der Fans weckte. Er wurde als kraftvoller Stürmer mit gutem Auge für Torgelegenheiten gelobt. Damiani pries ihn gar als „den neuen Spencer“ an. Der Kameruner erhielt eines der höchsten Gehälter im Kader und wurde schnell zu einem Sympathieträger der Anhänger. Nachdem die Meisterschaftssaison Anfang Februar gestartet war, wurde es zur Regel, dass die Haupttribüne während der Spiele zu Beginn der zweiten Halbzeit lautstark seine Einwechslung forderte. Akongo kam in elf Ligaspielen zum Einsatz, wobei ihm insgesamt zwei Tore gelangen, am 16. März gegen River Plate Montevideo sowie am 4. Mai gegen Juventud aus Las Piedras. Darüber hinaus absolvierte er für Peñarol drei Partien in der Copa Libertadores – dem wichtigsten südamerikanischen Vereinsfußballwettbewerb. Am 12. März erzielte Akongo im Gruppenspiel gegen den ecuadorianischen Verein CD El Nacional den Treffer zum Endstand beim 3:0-Heimsieg. Damit fand er als erster afrikanischer Copa-Torschütze der Aurinegros Eingang in die Clubhistorie.
Trotz dieser Erfolgserlebnisse stellte sich jedoch rasch heraus, dass Akongo die in ihn gesetzten Erwartungen in keiner Art und Weise erfüllen konnte. Sportjournalisten hoben seinen bemerkenswerten Mangel an Athletik und technischem Verständnis hervor. Zudem soll er in Bezug auf seine Statur eher an einen Boxer denn an einen Fußballer erinnert haben. Zu Beginn der zweiten Saisonhälfte sortierte Trainer Gregorio Pérez ihn Anfang Oktober aus dem Kader aus und teilte ihn der Reservemannschaft (Formativas) in der Tercera División zu. Wegen Meinungsverschiedenheiten bezüglich seiner Zukunft bei Peñarol wurde Akongos Vertrag wenig später aufgelöst.
Der weitere Verbleib des Kameruners ist ungeklärt. Angeblich spielte er anschließend in China sowie für eine Amateur-Universitätsmannschaft im Süden Perus.
| Datum          | Austragungsort                 | Phase                   | Gegner                    | Ergebnis | Sonstiges                                       |
| -------------- | ------------------------------ | ----------------------- | ------------------------- | -------- | ----------------------------------------------- |
| 6. März 2002   | Estadio Centenario, Montevideo | Gruppenphase            | CA San Lorenzo de Almagro | 1 : 0    | Eingewechselt für Carlos Bueno in 69.           |
| 12. März 2002  | Estadio Centenario, Montevideo | Gruppenphase            | CD El Nacional            | 3 : 0    | Eingewechselt für Daniel Jiménez in 73. / (90.) |
| 24. April 2002 | Estadio Centenario, Montevideo | Achtelfinale – Hinspiel | Montevideo Wanderers      | 2 : 2    | Eingewechselt für Carlos Bueno in 79.           |